# مايكل جونز (لاعب كرة قدم)
مايكل جونز (بالإنجليزية: Mick Jones)‏ (و. 1947  م) هو لاعب ومدرب كرة قدم، من المملكة المتحدة، ولد في سندرلاند، يلعب كمُدَافِع.